# 6810 Juanclariá
6810 Juanclariá eller 1969 GC är en asteroid i huvudbältet som upptäcktes den 9 april 1969 av Félix Aguilar-observatoriet. Den är uppkallad efter den argentinske astronomen Juan José Clariá.
Asteroiden har en diameter på ungefär 13 kilometer.